# Dídac d'Alcalà
Diego de San Nicolás, conegut com a Diego de Alcalá (San Nicolás del Puerto (Sevilla), 14 de novembre de 1400 – Alcalá de Henares (Madrid), 13 de novembre de 1463) va ser un germà llec franciscà observant, venerat com a sant per l'Església catòlica com a Sant Dídac d'Alcalà, va ser canonitzat el 1588: va ser el primer germà llec franciscà que va arribar als altars.

## Vida
Diego de San Nicolás sempre va fer servir el nom del seu poble, San Nicolás, i així figura en la butlla de canonització i als documents contemporanis. És conegut, no obstant això, com a Diego de Alcalá, pel lloc on havia passat els últims anys de la seva vida i on va morir. A més, el nom va ser popularitzat per Lope de Vega que el va fer servir a la seva comèdia San Diego de Alcalá (1613).
Va néixer el 1400 en el si d'una modesta família de San Nicolás del Puerto, al nord de la província de Sevilla. El nom amb què va ser batejat, és una variant del nom Jaume (Diago < Iago < Iacobus). Gairebé no hi ha dades sobre la seva infantesa, ni tan sols a les biografies fetes poc després de la seva mort. De jove, va fer vida eremítica a la capella de Sant Nicolau del seu poble, i a una ermita d'Albaida, sota la direcció espiritual d'un sacerdot eremita, on a confirmar la seva vocació religiosa.
Es va traslladar al convent de San Francisco de la Arruzafa (Còrdova) i va ingressar com a germà llec a l'Orde dels Frares Menors de l'Observança. Des d'aquí va visitar nombrosos pobles de Còrdova, Sevilla i Cadis, deixant-hi empremta.

### Missió a Canàries
El 1441 va ser enviat com a missioner a les Illes Canàries, al convent d'Arrecife (Lanzarote), on va ser porter, tot i la norma de no donar càrrecs als germans llecs. Això li donà l'oportunitat de fer caritat amb els necessitats que arribaven al convent a demanar ajut, sovint amb una generositat considerada excessiva per altres membres de la comunitat. Es va traslladar al convent de Fuerteventura, també com a porter, on estigué fins que tornà a la Península en 1449. Havia embarcat per anar a la Gran Canària, però una tempesta l'obligà a retrocedir a Fuerteventura, on va rebre l'ordre d'anar fins a Sanlúcar de Barrameda.

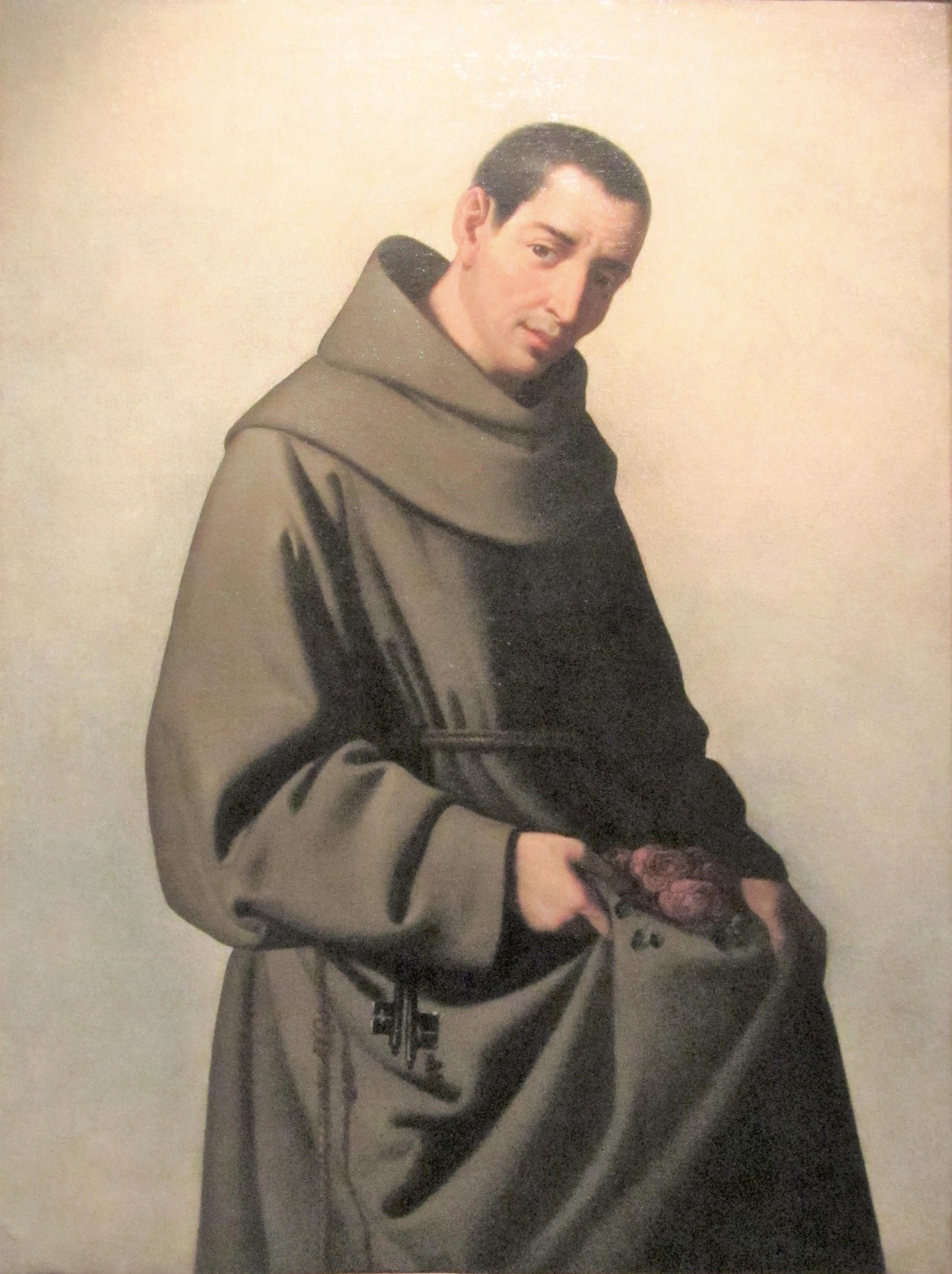
Pintura de Zurbarán (Madrid, Museu Lázaro Galdiano)
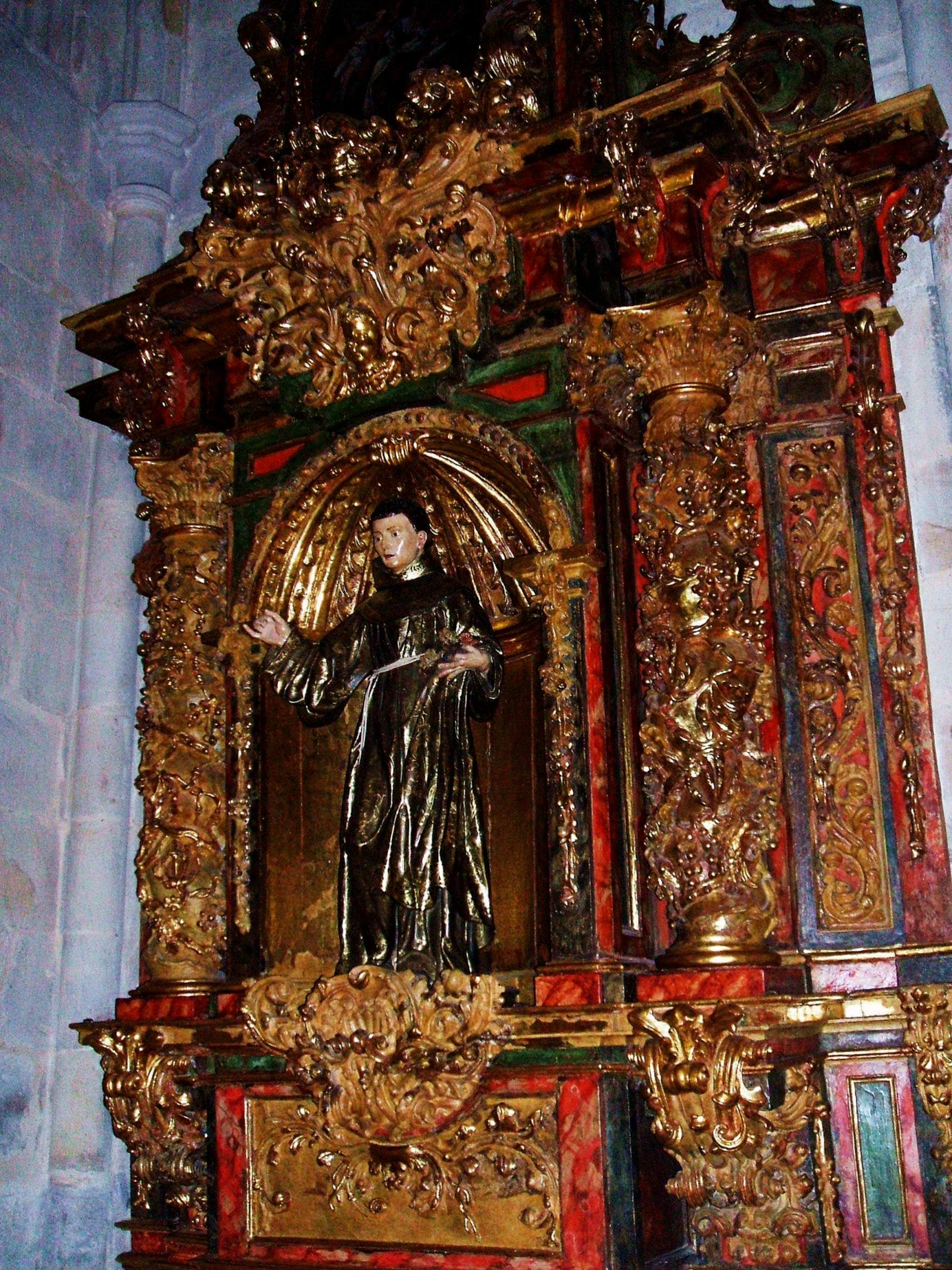
Talla barroca, s. XVII (Bilbao, Catedral de Santiago)
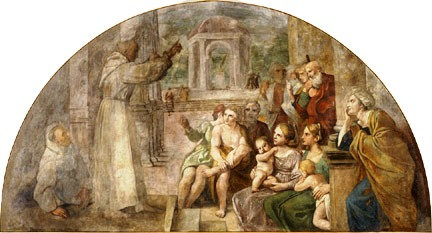
Sant Dídac predicant a Roma, fresc d'Annibale Carracci, 1604 (Barcelona, MNAC)

### Roma
Amb ocasió del jubileu de Roma de 1450, decretat pel papa Nicolau V i la canonització de Bernardí de Siena, milers de frares menors van pelegrinar a Roma, i un d'ell va ser el germà Dídac. Una epidèmia va fer que molts emmalaltissin, i es va improvisar un hospital al convent de Santa Maria in Ara Coeli (Roma), la direcció del qual va donar-se a Dídac, que hi restà durant tres mesos curant els malalts.

### Retorn a Espanya
En tornar, va anar al convent de Nuestra Señora de la Salceda a Tendilla (Guadalajara). El 1456 va traslladar-se al de Santa María de Jesús d'Alcalá de Henares, fundat feia poc per l'arquebisbe de Toledo. Hi va passar els últims set anys de la seva vida, fent de jardiner i porter. Va morir el 1463.
El seu cos incorrupte es conserva a la catedral d'Alcalá de Henares, en una urna d'argent del segle XVII; el cos s'exposa cada 13 de novembre.

## Veneració
Molt popular en vida, també ho va ser en morir: reis com Enric IV de Castella o Felip II d'Espanya en visitaren la tomba per a demanar-li favors. Felip II va fer dur la mòmia del cos fins al palau per demanar que guarís el seu fill Carles, que el 1562 havia sofert una caiguda i va tenir un greu cop al cap. La guarició es va considerar un miracle del sant, popularitzat per Lope de Vega en la seva comèdia de 1613.
Canonitzat el 10 de juliol de 1588 per Sixt V, va ser l'únic sant proclamat en tot el segle XVI; el procés l'havia iniciat Pius IV a instància de Felip II.

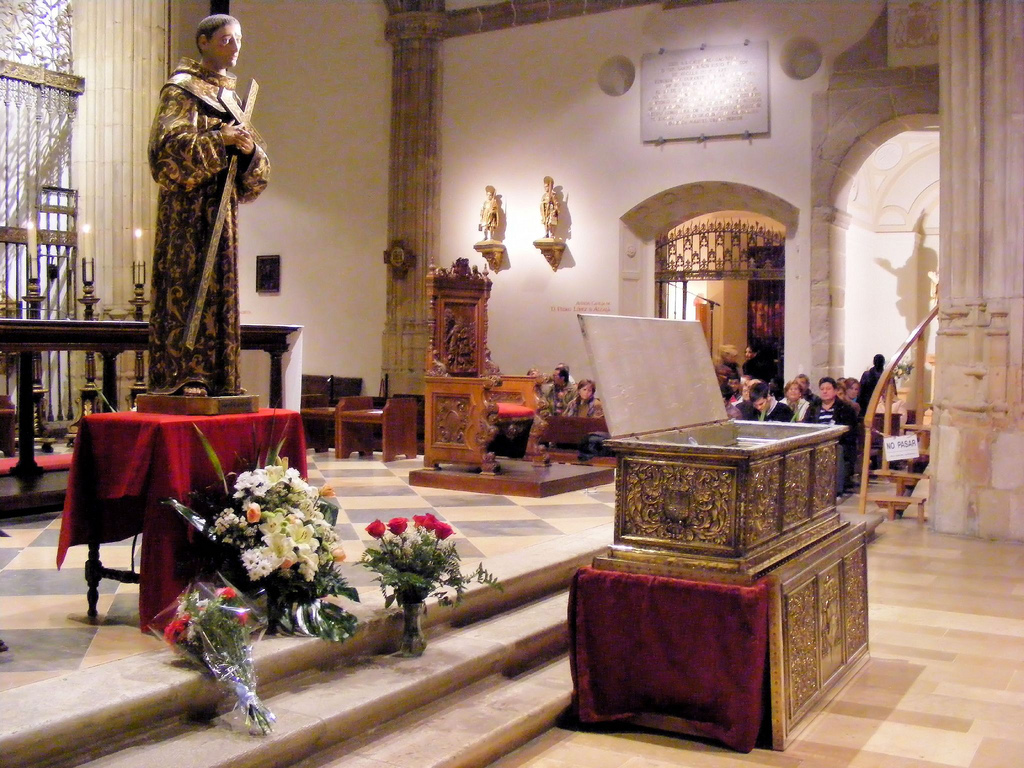
Urna amb el cos incorrupte del sant, a Alcalá de Henares, oberta el dia 13 de novembre, amb una talla d'Alonso Cano.
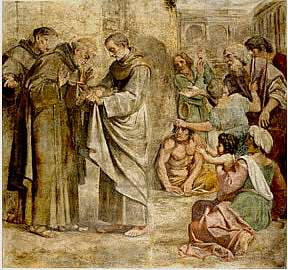
Miracle de les roses d'Annibale Carracci, 1604 (Barcelona, MNAC)
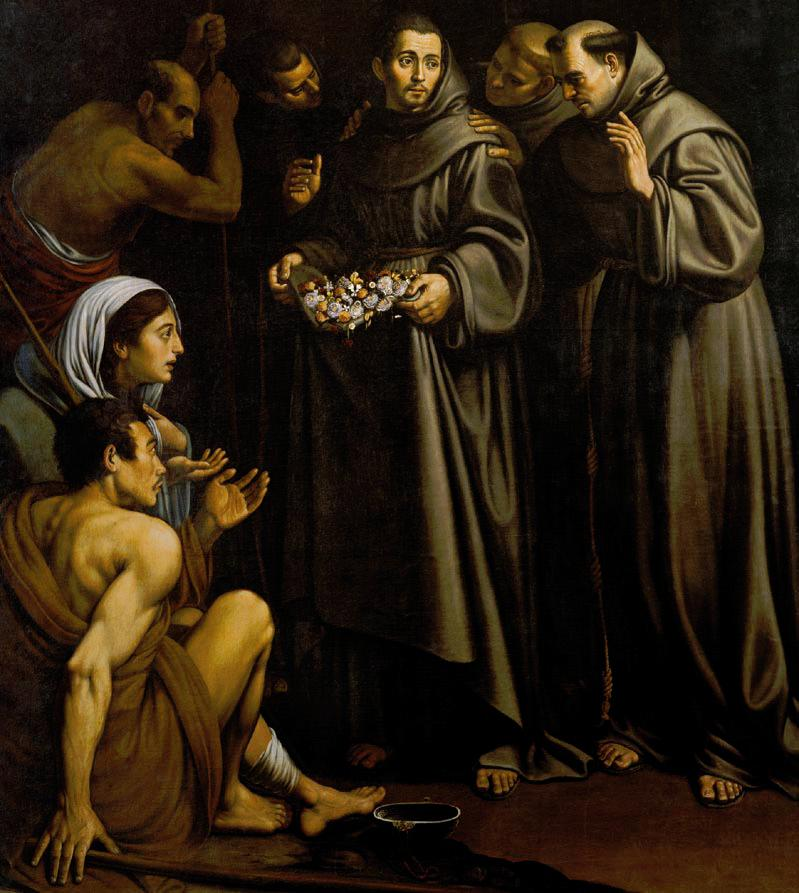
Miracle de les roses per Niccolò Betti, s. XVI (Madrid, Descalzas Reales)

### Miracles
A banda de la guarició del príncep Carles, se li atribuïren altres miracles populars. A Arruzafa, va salvar un nen que s'havia quedat adormit dins d'un forn apagat, però que va ser encès mentrestant sense que ningú s'adonés que el nen hi era. El sant va fer que el nen aparegués fora del forn, sense cap mal.
El més conegut és el miracle de les roses: Dídac era molt generós amb qui demanava a la porta del convent i els seus superior li ho retreien. Un cop, van veure que portava alguna cosa al davantal de l'hàbit i pensaren que portava alguna cosa per als pobres, tot i que ja s'havia repartit l'almoina diària; van anar a dir-li però miraculosament, els panets que duia es van convertir en roses i no li van poder dir res. Aquest és el miracle més representat en la iconografia del sant.